# 洋屿
洋屿，是中华人民共和国浙江省玉环市鸡山乡管辖的一个岛屿。

## 沿革
1932年至1934年期间，应保寿率领中国工农红军第十三军残部在洋屿、前草屿、后草屿等地与国军交战。1953年5月29日，中国人民解放军第20军60师与公安17师合作发动攻势。同日19时，公安17师两连顺利攻入洋屿。1987年3月17日，鸡山乡划出洋屿村另建新洋乡。1992年5月，撤销新洋乡（辖洋屿、前草屿、后草屿等）再次并入鸡山乡。在浙江省第三次全国文物普查中，发现洋屿村中有大量原始的洋屿石屋，是岛上民居临海依地形而建，其中大多于1953年前后建成，有120余座，多为单层或两层建筑。